# Emma Darwin (novelista)
Emma L. Darwin (nacida el 8 de abril de 1964) es una autora inglesa de ficción histórica, escritora de las novelas The Mathematics of Love (2006) y A Secret Alchemy (2008) y varios cuentos. Ella es la tataranieta de Charles y Emma Darwin.

## Biografía
Darwin nació y se crio en Londres. Su padre era Henry Galton Darwin, abogado del Foreign Office, hijo de Sir Charles Galton Darwin, nieto de Sir George Darwin y bisnieto de Charles Darwin. Su madre Jane (de soltera Christie), profesora de inglés, era la hija menor de John Traill Christie. Darwin tiene dos hermanas; Carola y Sophia. Debido al trabajo de los padres, la familia pasó tres años viajando entre Londres y Bruselas. La familia pasó muchas vacaciones en la frontera de Essex/Suffolk, donde se desarrolla gran parte de su novela Mathematics of Love. Darwin ha lamentado que cualquier revisión de su trabajo incluya inevitablemente referencias a sus antecedentes familiares.
Leyó Drama en la Universidad de Birmingham y pasó algunos años en publicaciones académicas. Pero cuando tuvo dos hijos pequeños, comenzó a escribir de nuevo y, finalmente, obtuvo una maestría en escritura en la Universidad de Glamorgan (ahora la Universidad de Gales del Sur), donde su tutor fue el novelista y poeta Christopher Meredith. La novela que escribió para el título se convirtió en The Mathematics of Love, que se vendió a Headline Review, como la primera de un contrato de dos libros. Mientras tanto, había encontrado la forma de un título de investigación tan fructífera que completó un doctorado en escritura creativa en Goldsmiths 'College en 2010, donde su supervisora era Maura Dooley. Darwin ahora vive con sus hijos en el sureste de Londres.
The Mathematics of Love fue preseleccionada para el premio al Mejor Primer Libro de Escritores de la Commonwealth para la región de Europa y Asia Meridional.
En 2006, su cuento Maura's Arm obtuvo el tercer lugar en el Premio Bridport. Anteriormente, su historia, Closing Time había sido seleccionada para el Premio Bridport 2005. También fue muy elogiada por Nunc Dimittis en el Concurso de Revistas Cadenza de marzo de 2005. Su cuento Russian Tea fue finalista del premio Phillip Good Memorial Prize en 2004 y se incluyó en la antología del premio Fish Short Histories de 2006.

## Publicaciones
- The Mathematics of Love London: Headline Review (3 de julio de 2006) ISBN 978-0-7553-3062-1 - rústica publicada en el Reino Unido el 8 de marzo de 2007 ISBN 978-0-7553-3064-5 . Publicado en EE. UU. ISBN 978-0-06-114027-3
- A Secret Alchemy London: Headline Review 13 de noviembre de 2008 ISBN 978-0-7553-3065-2
- Get Started in Writing Historical Fiction (2016) Aprenda usted mismo ISBN 978-1-4736-0966-2
- This is not a Book about Charles Darwin: El viaje de un escritor a través de mi familia (2019) Holland House Books ISBN 978-1-910688-64-9